# Frankenstraße 48 (Stralsund)

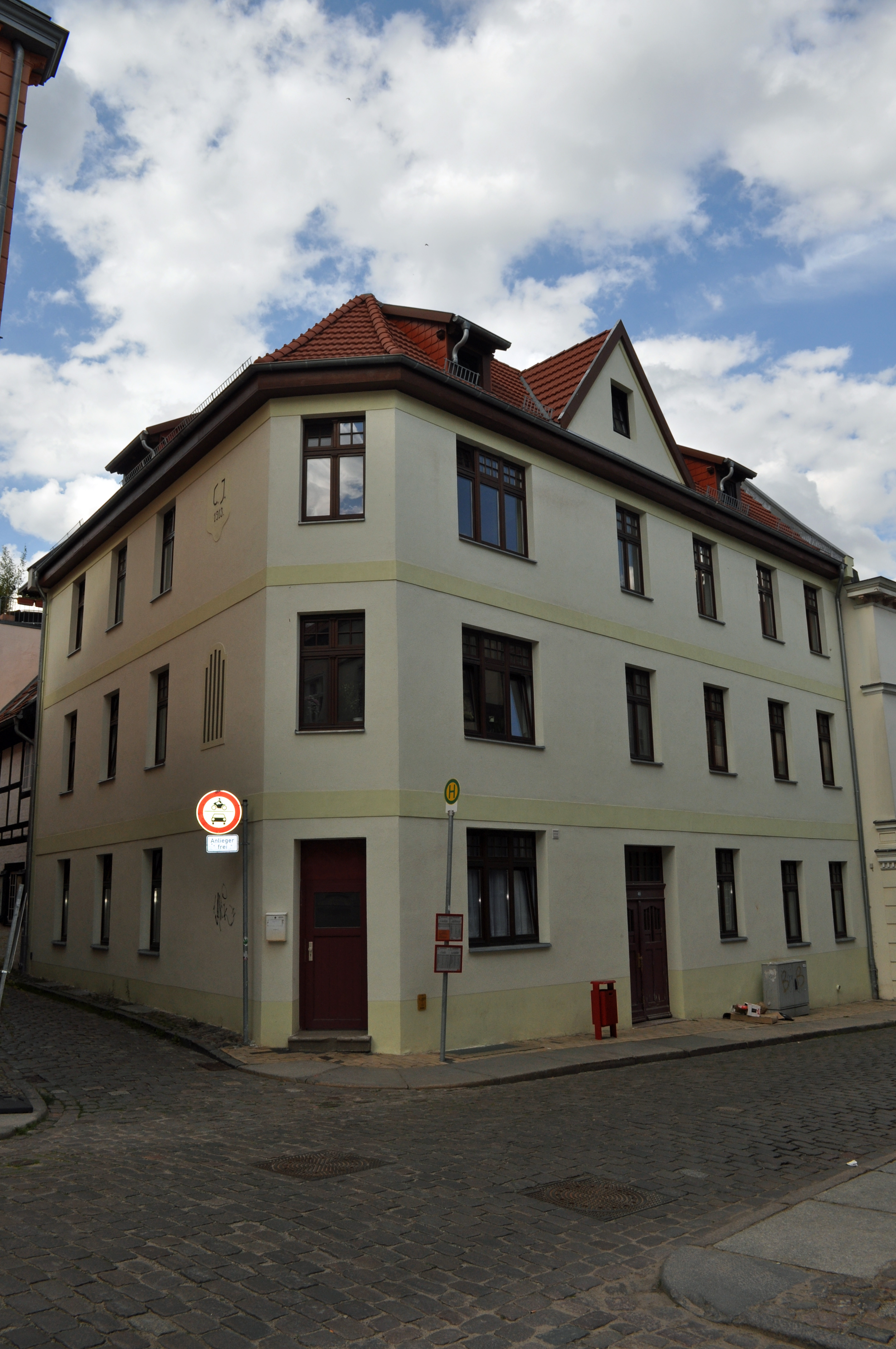
Das Haus Frankenstraße 48 Stralsund (2011)

Das Haus mit der postalischen Adresse Frankenstraße 48 ist ein unter Denkmalschutz stehendes Gebäude in der Frankenstraße in Stralsund, Ecke Badstüberstraße.
Das östlich der hier in die Frankenstraße mündenden Badstüberstraße gelegene Eckhaus wurde im Jahr 1913 errichtet. Der dreigeschossige Putzbau hat eine abgeschrägte Ecke mit Haustür. Das Erdgeschoss ist gebändert gestaltet, zwischen den Geschossen weist die Fassade flache Putzbänder auf. Im Dachgeschoss ist ein dreieckiges Zwerchhaus.
Das Haus liegt im Kerngebiet des von der UNESCO als Weltkulturerbe anerkannten Stadtgebietes des Kulturgutes „Historische Altstädte Stralsund und Wismar“. In die Liste der Baudenkmale in Stralsund aus dem Jahr 1997 ist es mit der Nummer 243 eingetragen.